# Іфіс

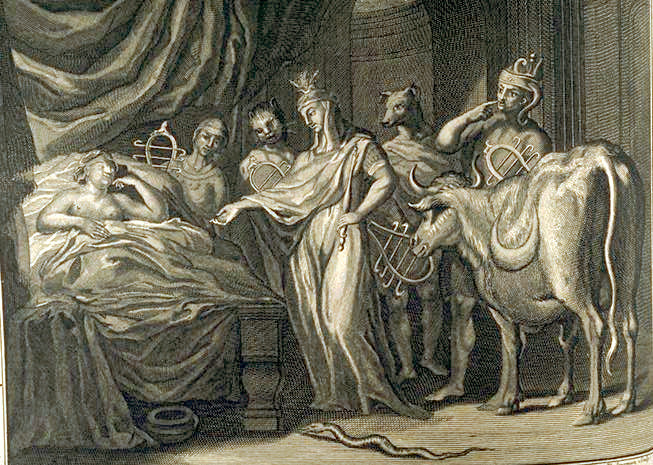
Іфіс та Телефуса

 Іфі́с (грец. Ίφις) — саламінський юнак, що загинув через кохання до Анаксарети.
Первісно був народжений дівчиною від Лігда та Телефуси. Її батько хотів, щоб народився хлопчик і пригрозив вбити доньку. Коли народилася дівчинка, мати виховувала її як хлопчика. Коли їй виповнилося 13 років, батьки обручив її з Іанфою із Феста. Іфіс палко покохала Іанфу. Коли наблизилось весілля, Телефуса покликали Ісіду, і дочка перетворилася на юнака. Іфіс щасливо одружився з Іанфою.